# Dalmanella
Dalmanella is een geslacht van uitgestorven brachiopoden, dat voorkwam in het Vroeg-Siluur.

## Beschrijving
Deze een centimeter lange brachiopode kenmerkt zich door zijn bijna cirkelvormige omtrek. Het heeft bolvormige kleppen, de steelklep is sterker gewelfd. De schelp is bezet met fijne ribben en groeistrepen.